# Babette Gundy
Babette Gundy, geborene Babette Reuter, auch Betti Reuther und Betty Gundy (geboren 1824 in Nürnberg; gestorben am 8. Dezember 1868 in Pest) war eine deutsche Opernsängerin (Sopran).

## Leben
Gundy, die Tochter eines Primgeigers im Orchester der Nürnberg Bühne, der später Mitglied der Hofkapelle in Karlsruhe war, debütierte im Jahr 1841 als „Gabriele“ im Nachtlager in Nürnberg und erhielt Gesangsunterricht bei Sabine Heinefetter. Bevor sie 1844 einem Antrag nach Frankfurt Folge leistete, vollendete sie noch bei Giovanni Gentiluomo in Wien ihre künstlerische Ausbildung. 1845 heiratete sie den Opernsänger Georg Gundy. Von Frankfurt kam sie 1846 ans Hoftheater in Mannheim, wo sie bis 1849 in erster Stellung künstlerisch tätig war. Dann absolvierte sie unter geradezu beispiellosem Erfolg Gastspiele in Paris und London sowie 1855 und 1856 unter der Witteschen Direktion in Pest und später an den Hoftheatern in München und in Wien.